# Пойнт-Маккей (Калгари)
Пойнт-Маккей (англ. Point Mckay) — жилой микрорайон в северо-западном секторе Калгари (Альберта). Расположен между Боунесс Роуд (на севере) и рекой Боу (на юге и западе). Расположенный на другом берегу реки Парк Эдуорти и Пойнт-Маккей соединяет мост.
До присоединения к Калгари в 1963 году, микрорайон был частью города Монтгомери. В Городском совете Калгари представлен олдерменом 7-го района Дрю Фарелл.

## Демография
Согласно муниципальной переписи 2012 года, численность населения Пойнт-Маккей составляла 1318 человек, которые проживали в 846 жилищных единицах.
Медианный доход домохозяйства в 2000 году составлял $63 731, и это было на 9,5% меньше среднего дохода домохозяйств, расположенных в соседних микрорайонах. Также, 15,2% жителей являлись иммигрантами. Доля кондоминиумов, или многоквартирных домов, составляла 37,4 %, а 25,8 % жилья сдавалось в аренду.

## Образование
В микрорайоне действуют государственные школы: Университетская начальная школа и старшая школа Королевы Елизаветы.